# 4417 Lecar
4417 Lecar este un asteroid din centura principală, descoperit pe 8 aprilie 1931 de Karl Reinmuth.